# Albinykus baatar
L'albinico (Albinykus baatar) è un dinosauro saurischio appartenente agli alvarezsauridi. Visse nel Cretaceo superiore (Santoniano, circa 85 milioni di anni fa) e i suoi resti sono stati ritrovati in Mongolia. È considerato uno dei più piccoli dinosauri noti.

## Descrizione
Questo dinosauro è noto per uno scheletro incompleto, che permette in ogni caso di ricostruire un animale di dimensioni molto piccole (si stima che il peso non dovesse superare il chilogrammo). Come tutti i suoi stretti parenti, anche Albinykus possedeva zampe posteriori allungatissime, zampe anteriori raccorciate e dotate di un dito enormemente sviluppato, mentre gli altri erano ridotti a semplici "speroni". Il cranio doveva essere simile a quello di un uccello, mentre la coda era lunga e simile a quella di altri dinosauri teropodi. Alcune caratteristiche dello scheletro (l'estremo grado di ossificazione delle ossa della caviglia, la fusione del tarso alle altre ossa della gamba) lo distinguono dagli altri dinosauri teropodi simili (alvarezsauridi).

## Classificazione
Albinykus appartiene agli alvarezsauri, un peculiare gruppo di dinosauri teropodi sviluppatisi nel Giurassico e diffusisi nel Cretaceo. Questi dinosauri erano caratterizzati dall'estrema riduzione delle zampe anteriori, insolitamente robuste e dotate di un dito ipertrofico. Albinykus è un rappresentante dei parvicursorini, il gruppo più specializzato di alvarezsauri, tipico del Cretaceo superiore dell'Asia; rispetto agli altri parvicursorini, questo animale era più antico ma già notevolmente specializzato. Le caratteristiche scheletriche di Albinykus mostrano nette analogie con gli uccelli, in un ottimo esempio di convergenza evolutiva. 

## Posa accovacciata
Benché incompleto, il fossile di Albinykus è stato ritrovato in un'insolita posa accovacciata, tipica degli uccelli, con i piedi ripiegati al di sotto del corpo. Questa postura indica una stretta parentela tra i dinosauri maniraptori (di cui Albinykus fa parte) e gli uccelli. Anche altri dinosauri sono stati rinvenuti in questa posizione (tra cui oviraptoridi e troodontidi), ma Albinykus è il primo caso tra gli alvarezsauri.